# Rudolf Brisebarre
Rudolf Brisebarre (frz. Raoul; † nach 1265) war Herr von Blanchegarde im Königreich Jerusalem.

## Leben
Er war der Sohn von Gilles Brisebarre, Herr von Blanchegarde und dessen Gattin Agnes von Lairon. Er folgte seinem Vater nach dessen Tod als Herr von Blanchegarde.
Am 3. März 1265 verkaufte er in Gegenwart des Haute Cour von Jerusalem seine Herrschaft Blanchegarde an den staufertreuen Baron Amalrich Barlais, der mit seiner Cousine verheiratet war. Die Herrschaft wurde wenig später von den Mamluken erobert.

## Ehe und Nachkommen
Er heiratete Isabella von Haifa, Tochter des Herrn von Haifa. Mit ihr hatte er acht Kinder:
- Walter ⚭ Agnes, Tochter des Gilles l’Aleman und seiner Frau Alix;
- Thomas ⚭ Agnes, Tochter des Johann von Flory, Marschall von Tiberias;
- Johann;
- Nikolas;
- Stefanie;
- Agnes ⚭ Thomas l’Aleman, jüngster Sohn des Johann l’Aleman und seiner Frau Margarethe Brisebarre, Herrin von Caesarea;
- Maria ⚭ Balian von Laneele;
- Alix ⚭ Berthelot von Garnier (aus Pisa).